# Bystřice (Česká Kubice)
Bystřice nebo též Fuchsova Huť (německy Fichtenbach) je zaniklá osada v Českém lese, v dnešním okrese Domažlice. Vesnice se nacházela pod vrchem Čerchov, nedaleko od hranice Čech s Bavorskem i s Horní Falcí. V blízkosti Bystřice je dodnes k nalezení i trojmezí těchto tří zemí známé jako Tři znaky (německy Dreiwappen). Nejbližší osadou na české straně je Dolní Folmava, do jejíhož katastrálního území Bystřice kdysi patřila. Na německé straně jsou to sídla Unterhütte a lovecký zámeček Voithenberg.

## Historie
Až do roku 1707 patřila celá oblast, kde se později nacházela ves Bystřice, k Bavorsku. V roce 1710 zde Jan Jiří Schmaus založil sklárnu, kterou jeho rod provozoval do roku 1765, kdy ji převzali Fuchsové. V roce 1793 zde již jistě stály sklárny dvě – Dolní, která byla starší, a Horní, novější, která však zanikla dříve. Roku 1823 koupil fungující Dolní sklárnu hrabě Filip Kinský. Rod Kinských vystavěl ve Fichtenbachu zámeček se zahradou a skleníkem. Sklářský provoz zde zanikl roku 1908, kdy byla sklárna přemístěna do Kryr.
Po první světové válce, kdy tato oblast přešla pod Domažlickou správu, byly již sklárny zpustlé. Zámeček Kinských byl během první republiky využíván pro rekreační účely, ve vsi vznikla česká škola a opravil se hostinec pro turisty. Po druhé světové válce se Fichtenbach ocitl v hraničním pásmu a většina domů, včetně zbylých sklářských budov, byla na přelomu let 1955 a 1956 srovnána se zemí. Ze zámku Kinských bylo zřízeno sídlo roty Pohraniční stráže.

## Obyvatelstvo
Sommerova topografie z roku 1839 popisuje ve vsi 25 domů a 151 obyvatel.
Při sčítání lidu v roce 1921 zde žilo 386 obyvatel, z toho 362 Němců, devět obyvatel české národnosti a 15 cizinců. K římskokatolické církvi se hlásilo 376 obyvatel, k evangelické jeden obyvatel, k izraelské devět.
| Rok            | 1869 | 1880 | 1890 | 1900 | 1910 | 1921 | 1930 | 1950 | 1961 | 1970 | 1980 | 1991 | 2001 | 2011 |
| -------------- | ---- | ---- | ---- | ---- | ---- | ---- | ---- | ---- | ---- | ---- | ---- | ---- | ---- | ---- |
| Počet obyvatel | 435  | 703  | 687  | 714  | 496  | 386  | 331  | 15   | –    | –    | –    | –    | –    | –    |
| Počet domů     | 24   | 43   | 53   | 49   | 41   | 38   | 34   | 13   | –    | –    | –    | –    | –    | –    |

## Zajímavosti
Fichtenbach je popisován v díle Jana Vrby z roku 1926 Zapomenuté údolí.
Alej 86 dubů, táhnoucí se podél nepoužívané cesty a zaniklého náhonu z Bystřice směrem k Folmavě, byla v roce 2009 zapsána mezi památné stromy.
Jako vánoční strom byl v roce 2013 poražen v místě zaniklé vesnice 25 metrů vysoký smrk, který ozdobil Svatopetrské náměstí ve Vatikánu.